# Monza Bettola
Monza Bettola sarà una stazione della linea M1 della metropolitana di Milano.
Servirà i comuni di Cinisello Balsamo e Monza, di cui prenderà il nome. La stazione sorgerà al confine tra due località assoggettate a differente tariffa STIBM (Mi3 per Cinisello Balsamo e Mi4 per Monza),  di conseguenza sarà raggiungibile con il biglietto ordinario Mi1-Mi3, in quanto tariffa più conveniente.

## Storia
Secondo quanto dichiarato dall'allora assessore regionale alle infrastrutture Raffaele Cattaneo davanti alla Commissione Territorio della regione Lombardia, la conclusione dei lavori era pianificata per il 2015.
Terminati i lavori preparatori allo scavo vero e proprio delle gallerie, era previsto l'inizio di quest'ultimo entro ottobre 2012, ma per i mancati finanziamenti il cantiere è stato bloccato per due anni. In seguito è stato redatto un piano di lavoro per recuperare il tempo perso, anche se non avrebbe potuto rispettare il termine della data d'apertura fissata originariamente entro l'Expo 2015.
Il cantiere della stazione di Sesto Restellone è stato ultimato nel marzo 2023, a causa della mancata realizzazione di strutture annesse alla stazione di Monza Bettola i lavori di costruzione del nuovo capolinea si sono interrotti e la società appaltatrice ha risolto il contratto con MM. La necessità di una nuova gara d'appalto e i ritardi accumulati nei cantieri dell'area ex-Auchan hanno portato a un nuovo slittamento della data di apertura del prolungamento, fissandola entro l'estate 2027.
A conclusione dei lavori, la stazione diventerà il nuovo capolinea settentrionale della M1 in sostituzione di Sesto 1º Maggio FS.
Bettola sarà quindi anche fermata di interscambio con la lilla, la linea M5, quando secondo i piani sarà estesa fino a Monza; per il futuro è atteso il via libera definitivo al progetto che è finanziato con 1 miliardo e 300 milioni di euro.

## Servizi
La stazione disporrà di:
- Emettitrice automatica biglietti